# Lijst van beklimmingen in Dwars door de Vlaamse Ardennen
De lijst van beklimmingen in Dwars door de Vlaamse Ardennen geeft een overzicht van heuvels die onderdeel zijn (geweest) van het parcours van de wielerwedstrijd Dwars door de Vlaamse Ardennen.

## B
- Berendries (2016)
- Bosberg (2017-2018)

## C
- Côte de les Hauts (2014-2018)

## E
- Eikenberg (2014-2017)

## G
- Grinquier (2014-2018)

## H
- Hoogberg-Hotond (2015-2018)

## K
- Kortekeer (2014)
- Knokteberg (2014-2016)

## L
- Leberg (2014-2016)

## M
- Molenberg (2015-2016)
- Muur-Kapelmuur (2017-2018)

## O
- Oude Kwaremont (2017-2018)

## P
- Paterberg (2014-2018)

## S
- Steenbeekdries (2014-2016)

## T
- Taaienberg (2014-2018)
- Tenbosse (2018)

## V
- Valkenberg (2014-2018)

## W
- Wolvenberg (2016-2018)